# Савицкий, Михаил Андреевич
Михаи́л Андре́евич Сави́цкий (бел. Міхаіл Андрэевіч Савіцкі; 18 февраля 1922, д. Звенячи, Витебская губерния — 8 ноября 2010, Минск) — белорусский, советский, художник-живописец, педагог. Герой Беларуси (2006). Народный художник СССР (1978). Лауреат Государственной премии СССР (1973), Государственных премий Белорусской ССР (1970, 1980), Государственной премии Республики Беларусь (1996).

## Биография

Могила М. Савицкого на Восточном кладбище Минска

Родился в деревне Звенячи Оршанского уезда Витебской губернии (ныне Толочинский район Витебской области) Беларуси 18 февраля 1922 года.
Юность его совпала с годами войны. В возрасте двадцати лет участвовал в боях за Севастополь. Почти в самом начале войны попал в плен, находился в концлагерях Дюссельдорфа, Бухенвальда и Дахау. 29 апреля 1945 года был освобождён из концлагеря Дахау американскими войсками.
Художественное образование получил после демобилизации из армии. Учился в Минском художественном училище у В. К. Цвирко, В. В. Волкова (1947-51), в Московском художественном институте им. В. И. Сурикова (1951-57) у Д. К. Мочальского.
В КПСС не состоял.
Жил и работал в Минске. Руководитель творческой мастерской АХ СССР (с 1980, с 1991 — государственное учреждение культуры «Творческие академические мастерские живописи, графики и скульптуры» Министерства культуры Республики Беларусь).
В 1988 году входил в состав Государственной комиссии по расследованию советских преступлений в Куропатах.
Академик АХ СССР (1983; член-корреспондент 1973). Действительный член Национальной академии наук Беларуси (1995). Член Союза художников СССР (1957). Почётный член Академии искусств ГДР (1975). Член Международной славянской академии.
Народный депутат СССР в 1989—1991 годах (от Фонда культуры). Депутат Верховного Совета Белорусской ССР (1975—1990)
В последние годы тяжело болел, перенёс обширный инсульт. Скончался 8 ноября 2010 года в Минске. Похоронен на Восточном кладбище.

## Награды и звания
- Герой Беларуси (2006)
- Заслуженный деятель искусств Белорусской ССР (1970)[6]
- Народный художник Белорусской ССР (1972)
- Народный художник СССР (1978)
- Государственная премия СССР (1973) — за цикл живописных произведений «Героическая Белоруссия» (картины «Партизанская мадонна», «Витебские ворота», «В поле») и настенную роспись «Великая Отечественная война. 1944 год» в музее Великой Отечественной войны города Минска
- Государственная премия Белорусской ССР (1970, 1980)
- Государственная премия Республики Беларусь (1996)
- Премия президента Республики Беларусь (2002)
- Премия Союзного государства в области литературы и искусства, вносящие большой вклад в укрепление отношений братства, дружбы и всестороннего сотрудничества между государствами — участниками Союзного государства (10 марта 2004 года)[7]
- Орден Франциска Скорины (1997, первый кавалер)
- Орден Ленина (1982)
- Орден Отечественной войны II степени (1985)
- Орден Трудового Красного Знамени (1972)
- Орден «Знак Почёта» (1967)
- Серебряная медаль АХ СССР (1967) — за картину «Партизанская мадонна»[8]
- Золотая медаль ВДНХ СССР (1969)
- Серебряная медаль им. М. Б. Грекова (1969)
- Международная премия Андрея Первозванного (1999)
- Международная премия имени М. А. Шолохова в области литературы и искусства (2002)
- Почётный гражданин Минска (2001)
- Почётная грамота Национального собрания Республики Беларусь (12 февраля 2002 года) — за большой вклад в национальную культуру и активное участие в реализации социальной политики Республики Беларусь[9]

## Творчество
Для художника было характерно публицистическое и эмоционально-экспрессивное раскрытие исторических и современных тем («Песня», 1957; циклы «Героическая Белоруссия», 1967, «Цифры на сердце» (1974—1979) (в основу которого положены воспоминания и впечатления о жестокости в немецких концлагерях); картины «Партизанская мадонна», «Легенда о батьке Минае», «Дети войны» и др.). Все эти полотна посвящены памяти погибших во времена Великой Отечественной войны. Также они воспевают патриотизм советских людей.
Картина «Летний театр» вызвала скандал в СМИ
. По словам самого автора:
Среди 13 работ, которые я представил на выставке во Дворце искусств в Минске в 1980 году, была одна, названная „Летний театр“. Так фашисты, юмор которых был своеобразен и циничен, называли уничтожение после экзекуции в открытых ямах трупов своих жертв. … На картине по обе стороны бульдозера, который сгребает в яму для сжигания тела убитых и замученных, я написал две черные фигуры. С одной стороны, это эсэсовец с автоматом, с другой — заключенный со звездой Давида на груди. По поводу этой второй фигуры разразился сильнейший скандал. По мнению некоторых горячих голов, выходило, что этой картиной я оскорбил всех евреев. Но я-то знал, что пишу. Ведь это же факт, что среди внутрилагерного начальства, тех же жестоких капо, а также в зондеркомандах, которые сжигали трупы, было много евреев. Мне говорили, что это ложь. Я стоял на своем. Тогда в один из лагерей уничтожения в Польше был спешно отправлен министр культуры. Ему показали документы, подтвердили, что да, так оно и было. Тем не менее скандал разрастался. Требовали убрать если не саму картину, то знак с груди заключенного. Я сказал: ничего убирать не буду. Я пишу то, что видел своими глазами, пишу о взаимоотношениях между людьми, а также то жестокое время, которое, как бы вам теперь ни хотелось, не было однозначным.
Вместе с отдельными картинами создал художественные циклы «Беларусь партизанская» (1960—1980-е годы), «Цифры на сердце» (1974—1987), «Чёрная быль» (1988—1989), «Заповеди блаженства» (1990-е годы), «XX век» (1990—2000-е годы). Многие его ранние работы не сохранились. Среди видных картин также: «Партизаны» (1963), «Реквием» (1988), др. Как отмечает К. Мельник, «христианские мотивы у Савицкого появились довольно рано», позже «зазвучав в его искусстве во всю силу».

## Память
- Памяти Савицкого посвятил свою персональную выставку художник из Литвы Анатолий Стишко, считающий себя учеником и другом белорусского мастера[10].
- Решением Минского городского Совета депутатов от 24 декабря 2020 года в честь Михаила Савицкого была названа одна из улиц Минского комплекса «Минск-Мир»[11]
- Художественная галерея Михаила Савицкого[12]
- О мастере создан документальный фильм по сценарию Геннадия Буравкина «Опалённая память», а также документальный фильм АТН Белтелерадиокомпании «Михаил Савицкий. Тайны биографии»[источник не указан 610 дней].
- В 2013 году состоялась презентация книги «Михаил Савицкий» из серии «Славутыя мастакі з Беларусі»[13].
- В 2022 году Национальным банком Республики Беларусь выпущены в обращение памятные монеты «Міхаіл Савіцкі. 100 гадоў. Чорная быль» («Михаил Савицкий. 100 лет. Чёрная быль»)[14], «Міхаіл Савіцкі. 100 гадоў. Беларусь партызанская» («Михаил Савицкий. 100 лет. Беларусь партизанская»)[15].
- Имя М. А. Савицкого присвоено пионерской дружине средней школы № 1 г. Новополоцка[16].
- Имя М.А. Савицкого носит средняя школа 147 города Минска[17].